# Championnat du monde de rallycross FIA 2017
Navigation
2016 2018
Le championnat du monde de rallycross FIA 2017 présenté par Monster Energy est la quatrième saison du championnat du monde de rallycross FIA. La saison comporte douze épreuves et a commencé le 1er avril 2017 avec l'épreuve espagnole disputée à Barcelone. La saison a pris fin le 12 novembre 2017 au Cap en Afrique du Sud. Le suédois Johan Kristoffersson est sacré champion du monde dès l'épreuve de Lettonie, tout comme son équipe PSRX Volkswagen Sweden au championnat constructeur.

## Calendrier
Le calendrier est présenté le 17 octobre 2016. Pour la première fois de l'histoire du World RX, la saison ne commencera pas au Portugal mais en Espagne. L'épreuve française de Lohéac accueillera en plus du World RX le championnat d'Europe de rallycross, et la saison se terminera par l'inédite course en Afrique du Sud. La catégorie de support RX Lites est rebaptisée "RX2", et complétera le plateau sur les épreuves de Belgique, Royaume-Uni, Norvège, Suède, Canada, France et Afrique du Sud.

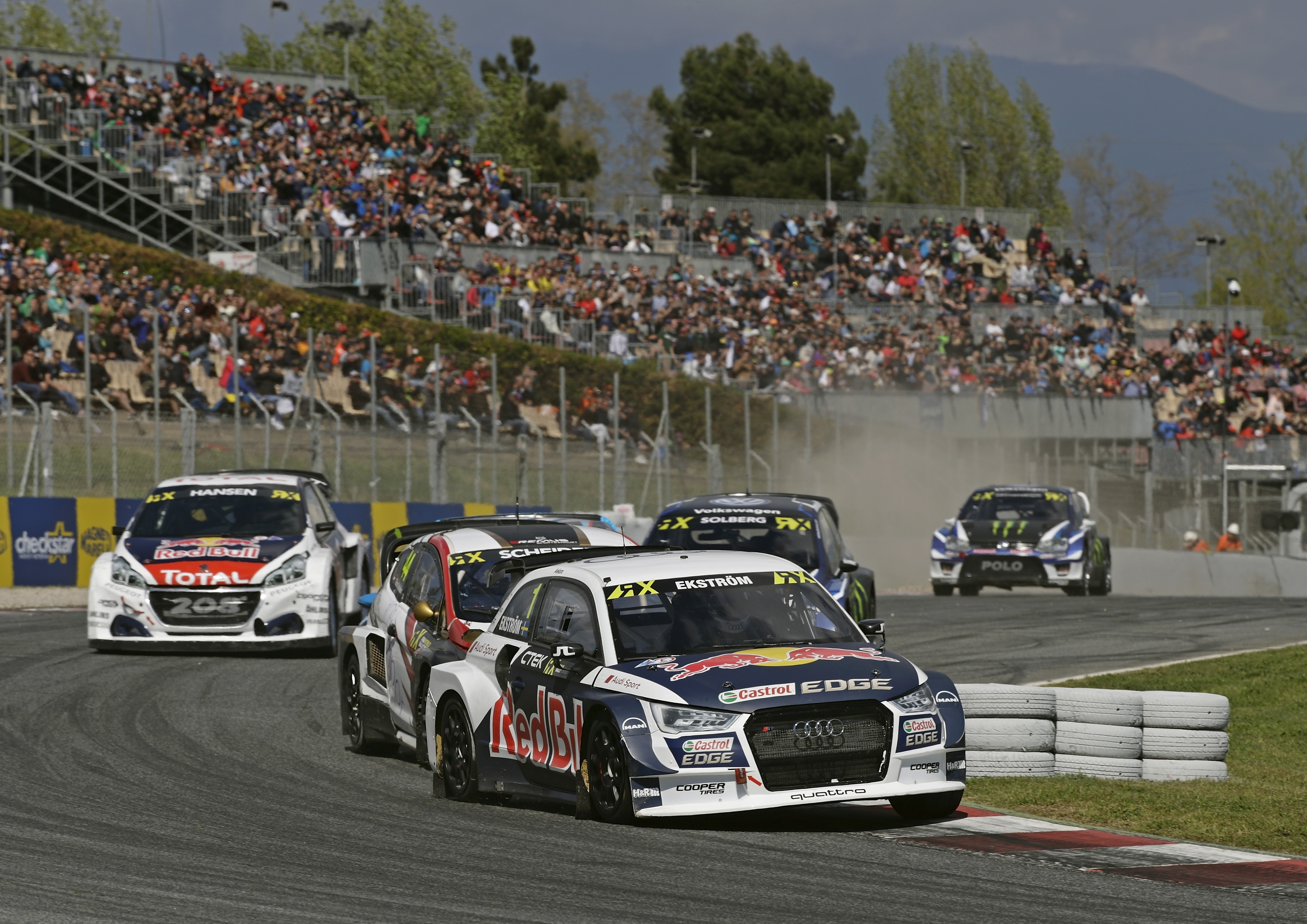
Première épreuve du championnat en Espagne.

| Rnd. | Epreuve                   | Date                   | Circuit                                   | Vainqueur            | Team                   |
| ---- | ------------------------- | ---------------------- | ----------------------------------------- | -------------------- | ---------------------- |
| 1    | World RX of Barcelona     | 1–2 avril              | Circuit de Barcelona-Catalunya, Montmeló  | Mattias Ekström      | EKS RX                 |
| 2    | World RX of Portugal      | 22–23 avril            | Pista Automóvel de Montalegre, Montalegre | Mattias Ekström      | EKS RX                 |
| 3    | World RX of Hockenheim    | 5–7 mai                | Hockenheimring, Hockenheim                | Mattias Ekström      | EKS RX                 |
| 4    | World RX of Belgium       | 13–14 mai              | Circuit Jules Tacheny Mettet, Mettet      | Johan Kristoffersson | PSRX Volkswagen Sweden |
| 5    | World RX of Great Britain | 27–28 mai              | Lydden Hill Race Circuit, Wootton         | Petter Solberg       | PSRX Volkswagen Sweden |
| 6    | World RX of Norway        | 10–11 juin             | Lånkebanen, Hell                          | Johan Kristoffersson | PSRX Volkswagen Sweden |
| 7    | World RX of Sweden        | 1–2 juillet            | Höljesbanan, Höljes                       | Johan Kristoffersson | PSRX Volkswagen Sweden |
| 8    | World RX of Canada        | 5–6 août               | Circuit Trois-Rivières, Trois-Rivières    | Johan Kristoffersson | PSRX Volkswagen Sweden |
| 9    | World RX of France        | 2–3 septembre          | Circuit de Lohéac, Lohéac                 | Johan Kristoffersson | PSRX Volkswagen Sweden |
| 10   | World RX of Latvia        | 16–17 septembre        | Biķernieku Kompleksā Sporta Bāze, Riga    | Johan Kristoffersson | PSRX Volkswagen Sweden |
| 11   | World RX of Germany       | 30 Septembre–1 Octobre | Estering, Buxtehude                       | Mattias Ekström      | EKS RX                 |
| 12   | World RX of South Africa  | 11–12 novembre         | Killarney Motor Racing Complex, Cape Town | Johan Kristoffersson | PSRX Volkswagen Sweden |

## Équipes et pilotes
Après son retrait du championnat du monde des rallyes fin 2016, Volkswagen Motorsport décide de s'impliquer en World RX en apportant un soutien technique à l'équipe de Petter Solberg. Deux Volkswagen Polo seront à disposition du double champion de la discipline ainsi qu'à Johan Kristoffersson. À la suite de l'arrêt de son programme en championnat du monde d'endurance, Audi Sport officialise son arrivée en rallycross avec l'appui de l'équipe championne en titre EKS RX. Mattias Ekström sera donc pilote officiel de la marque en DTM et en World RX, avec Toomas Heikkinen et Reinis Nitišs en coéquipiers. L’équipe française DA Racing annonce son arrivée en World RX après avoir fait l'achat de deux Peugeot 208 WRX 2015 de l'équipe Peugeot-Hansen, Jean-Baptiste Dubourg est l'engagé permanent de l'équipe,. L'équipe autrichienne World RX Team Austria change de nom pour devenir MJP Racing Team Austria et signe avec l'ex pilote de DTM Timo Scheider et le pilote suédois Kevin Eriksson. Guerlain Chicherit annonce faire équipe avec Prodrive pour engager une Renault Mégane IV en 2018, avec une présentation à Lohéac en septembre 2017. Le Team Peugeot-Hansen confirme ses trois pilotes pour la saison en la personne de Sébastien Loeb, Timmy Hansen et Kevin Hansen. Le pilote finlandais Niclas Grönholm, fils de Marcus Grönholm, prendra part à la saison 2017 avec l'équipe de son père au volant d'une Ford Fiesta M-Sport. Le pilote hongrois Lukács Kornél rejoint l'ancien pilote de rallye Gigi Galli pour former le Speedy Motorsport et engager en World RX une à deux Kia Rio.
| Engagés permanents | Engagés permanents       | Engagés permanents  | Engagés permanents | Engagés permanents    |
| Constructeur       | Équipe                   | Voiture             | No.                | Pilote                |
| ------------------ | ------------------------ | ------------------- | ------------------ | --------------------- |
| Audi               | EKS                      | Audi S1 EKS         | 5                  | Mattias Ekström       |
| Audi               | EKS                      | Audi S1 EKS         | 15                 | Reinis Nitišs         |
| Audi               | EKS                      | Audi S1 EKS         | 45                 | Per-Gunnar Andersson  |
| Audi               | EKS                      | Audi S1 EKS         | 51                 | Nico Müller           |
| Audi               | EKS                      | Audi S1 EKS         | 57                 | Toomas Heikkinen      |
| Ford               | Hoonigan Racing Division | Ford Focus RS RX    | 13                 | Andreas Bakkerud      |
| Ford               | Hoonigan Racing Division | Ford Focus RS RX    | 43                 | Ken Block             |
| Ford               | MJP Racing Team Austria  | Ford Fiesta         | 44                 | Timo Scheider         |
| Ford               | MJP Racing Team Austria  | Ford Fiesta         | 96                 | Kevin Eriksson        |
| Ford               | MJP Racing Team Austria  | Ford Fiesta         | 177                | Andrew Jordan         |
| Ford               | Team STARD               | Ford Fiesta         | 6                  | Jānis Baumanis        |
| Ford               | Team STARD               | Ford Fiesta         | 7                  | Timur Timerzyanov     |
| Ford               | GRX                      | Ford Fiesta         | 68                 | Niclas Grönholm       |
| Kia                | Speedy Motorsport        | Kia Rio             | 10                 | Lukács Kornél         |
| Peugeot            | Team Peugeot-Hansen      | Peugeot 208 WRX     | 9                  | Sébastien Loeb        |
| Peugeot            | Team Peugeot-Hansen      | Peugeot 208 WRX     | 21                 | Timmy Hansen          |
| Peugeot            | Team Peugeot-Hansen      | Peugeot 208 WRX     | 71                 | Kevin Hansen          |
| Peugeot            | DA Racing                | Peugeot 208 WRX     | 15                 | Davy Jeanney          |
| Peugeot            | DA Racing                | Peugeot 208 WRX     | 66                 | Grégoire Demoustier   |
| Peugeot            | DA Racing                | Peugeot 208 WRX     | 67                 | François Duval        |
| Peugeot            | DA Racing                | Peugeot 208 WRX     | 87                 | Jean-Baptiste Dubourg |
| Volkswagen         | PSRX Volkswagen Sweden   | Volkswagen Polo GTI | 3                  | Johan Kristoffersson  |
| Volkswagen         | PSRX Volkswagen Sweden   | Volkswagen Polo GTI | 11                 | Petter Solberg        |
| Volkswagen         | PSRX Volkswagen Sweden   | Volkswagen Polo GTI | 94                 | Dieter Depping        |
| Volkswagen         | LOCO World RX Team       | Volkswagen Polo     | 58                 | Alister McRae         |
| Volkswagen         | LOCO World RX Team       | Volkswagen Polo     | 100                | Guy Wilks             |

- Equipe soutenue officiellement par le constructeur

## Classement général

### Attribution des points
| Système de points | Position | Position | Position | Position | Position | Position | Position | Position | Position | Position | Position | Position | Position | Position | Position | Position |
| Système de points | 1er      | 2e       | 3e       | 4e       | 5e       | 6e       | 7e       | 8e       | 9e       | 10e      | 11e      | 12e      | 13e      | 14e      | 15e      | 16e      |
| ----------------- | -------- | -------- | -------- | -------- | -------- | -------- | -------- | -------- | -------- | -------- | -------- | -------- | -------- | -------- | -------- | -------- |
| Séries            | 16       | 15       | 14       | 13       | 12       | 11       | 10       | 9        | 8        | 7        | 6        | 5        | 4        | 3        | 2        | 1        |
| Demi-finales      | 6        | 5        | 4        | 3        | 2        | 1        |          |          |          |          |          |          |          |          |          |          |
| Finale            | 8        | 5        | 4        | 3        | 2        | 1        |          |          |          |          |          |          |          |          |          |          |

- Les positions qui ne sont pas qualificatives pour la phase suivante sont indiquées par un fond rose.

### Championnat pilotes
| Pos. | Pilote                | BAR | POR | HOC | BEL | GBR | NOR | SUE | CAN | FRA | LET | ALL | AFS | Points |
| ---- | --------------------- | --- | --- | --- | --- | --- | --- | --- | --- | --- | --- | --- | --- | ------ |
| 1    | Johan Kristoffersson  | 6   | 3   | 2   | 1   | 2   | 1   | 1   | 1   | 1   | 1   | 7   | 1   | 316    |
| 2    | Mattias Ekström       | 1   | 1   | 1   | 4   | 5   | 4   |     | 7   | 3   | 2   | 1   | 3   | 255    |
| 3    | Petter Solberg        | 4   | 6   | 4   | 3   | 1   | 7   | 7   | 2   | 5   | 7   | 4   | 4   | 252    |
| 4    | Sébastien Loeb        | 14  | 2   | 5   | 7   | 4   | 3   | 3   | 3   | 2   | 3   | 11  | 10  | 214    |
| 5    | Timmy Hansen          | 5   | 4a  | 3   | 2   | 6   | 5   | 4   | 6   | 6   | 9h  | 2   | 2   | 201    |
| 6    | Andreas Bakkerud      | 3   | 10  | 14  | 6   | 3   | 2   | 2   | 13  | 4   | 4   | 8   | 7   | 194    |
| 7    | Toomas Heikkinen      | 8   | 12  | 6   | 9   | 12  | 11  | 14  | 5   | 11  | 8   | 3   | 11  | 125    |
| 8    | Kevin Hansen          | 11  | 8   | 8   | 21  | 13  | 9   | 13  | 10  | 8   | 10  | 6   | 6   | 115    |
| 9    | Ken Block             | 9   | 11  | 11  | 8   | 7   | 8   | 9   | 9   | 7f  | 14  | 14  | 8   | 112    |
| 10   | Timo Scheider         | 2   | 15  | 7   | 11  |     | 12  | 10  | 12  | 9   | 15  | 15  | 5   | 109    |
| 11   | Kevin Eriksson        | 13  | 14  | 10  | 5   | 9   | 13  | 5   | 4   | 16  | 18  | 10  | 12  | 101    |
| 12   | Jānis Baumanis        | 15  | 7   | 15  | 16  | 10  | 14  | 6   | 8   | 10  | 5   | 9   | 9   | 98     |
| 13   | Timur Timerzyanov     | 20  | 9   | 9   | 10  | 11  | 6   | 11  | 11  | 15  | 13  | 17  | 13  | 78     |
| 14   | Reinis Nitišs         | 10  | 5   | 12  | 13  | 16  | 10  | 18  | 16  | 12  | 11  | 12  | 18  | 71     |
| 15   | Guy Wilks             | 7   | 16  | 19  | 14  | 14  | 17  | 20  | 15  |     |     |     |     | 21     |
| 16   | Jean-Baptiste Dubourg | 12  | 17  | 17  | 18  | 18  | 15  | 16  | 17  | 13  |     |     | 14  | 17     |
| 17   | Nico Müller           |     |     |     |     |     |     |     |     | 17  | 6   |     |     | 13     |
| 18   | Niclas Grönholm       | 17  | 13  | 16  | 12  | 15  | 16  | 8   | 14e | 14  | 12i | 5j  | 15  | 12     |
| 19   | Sebastian Eriksson    |     |     |     |     |     |     | 12  |     |     |     | 13  |     | 12     |
| 20   | Andrew Jordan         |     |     |     |     | 8   |     |     |     |     |     |     |     | 11     |
| 21   | Robin Larsson         |     |     | 13  |     |     |     |     |     |     |     |     |     | 4      |
| 22   | François Duval        |     |     |     | 15  |     |     |     |     |     | 20  |     |     | 2      |
| 23   | Per-Gunnar Andersson  |     |     |     |     |     |     | 15  |     |     |     |     |     | 2      |
| 24   | "Knapick"             | 18  |     |     |     |     | 21  | 21  |     | 20  | 16  |     |     | 1      |
| 25   | Dieter Depping        |     |     |     |     |     |     |     |     |     |     | 16  |     | 1      |
| 27   | Oliver Eriksson       |     |     |     |     |     |     | 17  |     |     |     |     | 16  | 1      |
| 26   | René Münnich          |     | 18  | 20  |     | 17  |     |     | 18  |     |     | 19  | 17  | 0      |
| 28   | Martin Kaczmarski     |     | 19  | 18  | 19  | 22  |     |     |     |     |     | 22  |     | 0      |
| 29   | "M.D.K."              |     |     |     | 17  | 24  |     |     |     |     |     |     |     | 0      |
| 30   | Davy Jeanney          |     |     |     |     |     |     |     |     |     |     | 18  |     | 0      |
| 31   | Gaëtan Sérazin        |     |     |     |     |     |     |     |     | 18  |     |     |     | 0      |
| 32   | Guerlain Chicherit    | 21  |     | 21  | 20  |     | 19  |     |     | 19  |     |     |     | 0      |
| 33   | Laurent Bouliou       |     |     |     |     |     | 20  |     |     | 21  |     |     |     | 0      |
| 34   | Oliver O'Donovan      |     |     |     |     | 20  |     |     |     |     |     |     |     | 0      |
| 35   | Andreas Steffen       |     |     |     |     |     |     |     |     |     |     | 21  |     | 0      |
| 36   | Joaquim Santos        |     | 22  |     |     |     |     |     |     |     |     |     |     | 0      |
| 37   | Oliver Bennett        |     |     |     |     | 23  |     |     |     |     |     |     |     | 0      |
| 38   | Tamás Kárai           |     |     |     | 23  |     |     |     |     |     |     |     |     | 0      |
| 39   | Alister McRae         |     |     |     |     |     |     |     |     | 24  |     |     |     | 0      |
| 40   | "Csucsu"              | 16  | 20  | 22  | 24c | 21  | 22  | 22  | 19  | 22  | 17  | 20  |     | -9     |
| 41   | Joni-Pekka Rajala     |     |     |     |     |     | 18  | 19d |     |     | 19  |     |     | -10    |
| 42   | Grégoire Demoustier   | 19  | 21b |     | 22  | 19  |     |     | 20  | 23  |     |     | 19  | -10    |
| 43   | Emmanuel Anne         |     |     |     |     |     |     |     |     | 25g |     |     |     | -10    |

110 points déduits pour utilisation d'un pneu non enregistré en Q3.

210 points déduits pour changement de turbo.

315 points déduits pour changement de moteur.

### Championnat équipes
| Pos. | Équipe                   | No. | Pilotes              | Points |
| ---- | ------------------------ | --- | -------------------- | ------ |
| 1    | PSRX Volkswagen Sweden   | 3   | Johan Kristoffersson | 496    |
| 1    | PSRX Volkswagen Sweden   | 11  | Petter Solberg       | 496    |
| 1    | PSRX Volkswagen Sweden   | 94  | Dieter Depping       | 496    |
| 2    | Team Peugeot-Hansen      | 9   | Sébastien Loeb       | 379    |
| 2    | Team Peugeot-Hansen      | 21  | Timmy Hansen         | 379    |
| 3    | EKS RX                   | 1   | Mattias Ekström      | 351    |
| 3    | EKS RX                   | 15  | Reinis Nitišs        | 351    |
| 3    | EKS RX                   | 57  | Toomas Heikkinen     | 351    |
| 4    | Hoonigan Racing Division | 13  | Andreas Bakkerud     | 280    |
| 4    | Hoonigan Racing Division | 43  | Ken Block            | 280    |
| 5    | MJP Racing Team Austria  | 44  | Timo Scheider        | 194    |
| 5    | MJP Racing Team Austria  | 96  | Kevin Eriksson       | 194    |
| 5    | MJP Racing Team Austria  | 177 | Andrew Jordan        | 194    |
| 6    | STARD                    | 6   | Jānis Baumanis       | 162    |
| 6    | STARD                    | 7   | Timur Timerzyanov    | 162    |

### RX2 International Series
| Pos. | Pilote               | BEL | GB | NOR | SUE | CAN | FRA | AFS | Points |
| ---- | -------------------- | --- | -- | --- | --- | --- | --- | --- | ------ |
| 1    | Cyril Raymond        | 1   | 1  | 1   | 6   | 1   | 1   | 1   | 198    |
| 2    | Dan Rooke            | 2   | 2  | 3   | 1   | 6   | 9   | 5   | 154    |
| 3    | Guillaume De Ridder  | 9   | 4  | 8   | 2   | 2   | 2   | 6   | 138    |
| 4    | Tanner Whitten       | 3   | 7  | 2   | 16  | 3   | 15  | 3   | 105    |
| 5    | William Nilsson      | 10  | 5  | 7   | 3   | 8   | 7   | 10  | 98     |
| 6    | Simon Olofsson       | 5   | 6  | 9   | 11  | 5   | 8   | 7   | 98     |
| 7    | Vasily Gryazin       | 7   | 10 | 12  | 19  | 4   | 3   | 4   | 94     |
| 8    | Sondre Evjen         | 6   | 9  | 6   | 14  | 7   | 11  | 2   | 93     |
| 9    | Glenn Haug           | 4   | 8  | 4   | 12  | 13  | 10  | 15  | 76     |
| 10   | Andreas Bäckman      | 15  | 14 | 5   | 4   | 9   | 12  | 8   | 69     |
| 11   | Thomas Holmen        | 11  | 3  | 18  | 8   | 14  | 6   | 9   | 67     |
| 12   | Simon Wågø Syversen  | 17  | 12 | 11  | 7   | 16  | 4   | 13  | 47     |
| 13   | Anders Michalak      | 8   | 11 | 16  | 13  | 17  | 5   | 11  | 45     |
| 14   | Stein Frederic Akre  |     |    | 19  | 5   |     |     | 14  | 22     |
| 15   | Jessica Bäckman      | 16  | 13 | 14  | 22  | 10  | 14  | 16  | 21     |
| 16   | Sandra Hultgren      | 14  | 15 | 15  | 17  | 11  | 13  |     | 19     |
| 17   | Marcus Höglund       |     |    | 10  | 9   |     |     |     | 18     |
| 18   | Linus Östlund        |     |    |     | 10  |     |     |     | 10     |
| 19   | Tejas Hirani         | 12  |    |     |     |     |     |     | 8      |
| 20   | Guerlain Chicherit   |     |    |     |     | 15  |     | 12  | 8      |
| 21   | Cole Keatts          |     |    |     |     | 12  |     |     | 7      |
| 22   | Santosh Berggren     | 13  |    |     | 21  |     |     |     | 4      |
| 23   | Tony Sormbroen       |     |    | 13  |     |     |     |     | 4      |
| 24   | Ben-Philip Gundersen |     |    |     | 15  |     |     |     | 2      |
| 25   | Jonathan Walfridsson |     |    | 17  | 18  |     |     |     | 0      |
| 26   | Hampus Rådström      |     |    |     | 20  |     |     |     | 0      |